# Jack Barry
Jack Barry  (20 de marzo de 1918 - 2 de mayo de 1984) fue un presentador y productor televisivo estadounidense. La carrera de Barry estuvo a punto de arruinarse a causa del escándalo de Quiz Show, programa de preguntas y respuestas de finales de los años cincuenta, aunque fue capaz de reiniciar su trabajo en el mundo del espectáculo una década más tarde. 

## Inicios y carrera
Nació bajo el nombre de Jack Barasch en Lindenhurst, Estado de Nueva York, donde también se crio. Barry se graduó en la Wharton School of Finance and Commerce de la Universidad de Pensilvania, en Filadelfia. En la década de 1940 empezó a trabajar en la radio, donde conoció a Dan Enright. Con el inicio de las emisiones por televisión, Barry y Enright intervinieron en programas locales y, finalmente, en programas nacionales, gracias en parte al éxito de los primeros trabajos de Jack Barry en programas tales como Winky Dink and You, Juvenile Jury y Life Begins at 80. En los años cincuenta Barry y Enright se dedicaron a los concursos, presentando Barry The Big Surprise; finalmente fue reemplazado por Mike Wallace, siendo persuadido para dedicarse a la presentación de sus propios programas televisivos..

## Escándalos de losquiz shows(concursos de preguntas y respuestas)
En 1956 Barry y Enright iniciaron Twenty One, programa financiado por la empresa Geritol, así como Tic Tac Dough. Ambos concursos estaban presentados por Barry. En 1958, en un episodio de Twenty One, un juego entre el aspirante Charles Van Doren y el campeón Herb Stempel fue amañado; la película de Quiz Show: El dilema se basaba en la competición de Stempel-Van Doren.
A los tres meses de publicarse el engaño Twenty-One fue cancelado. Otra producción de Barry-Enright, Tic-Tac-Dough, también fue cancelada. Barry presentó después un nuevo programa que Enright y él crearon con Robert Noah y Buddy Piper: Concentration. Barry lo abandonó tras cuatro semanas de trabajo, al aumentar el escándalo del amaño del quiz show. Concentration, presentado en casi toda su trayectoria por Hugh Downs, se mantuvo en antena 15 años. Aunque fue Enright y su ayudante en Twenty-One, Albert Freedman, quienes amañaron los programas, Barry admitió en los años setenta y ochenta su papel cubriendo el escándalo una vez descubierto. 

## Tras el escándalo
Dan Enright encontró trabajo televisivo en Canadá con Columbia-Screen Gems, mientras que Jack Barry fue a California. Ambos colaboraron en pequeños concursos producidos en Canadá, incluyendo "Photo Finish", producido en Montreal, y "It's a Match", realizado en Toronto. Gracias a algunos de estos shows iniciaron su carrera jóvenes productores y directores, tanto estadounidenses como canadienses, entre ellos Mark Phillips y  Sidney M. Cohen.

## Traslado a Los Ángeles
Tras ser incapaz durante varios años de encontrar trabajo en una emisora nacional a causa del escándalo de los concursos, Barry finalmente compró una emisora de radio del área de Los Ángeles (KKOP 93.5 FM, Redondo Beach, posteriormente llamada KFOX, y actualmente KDAY). Barry también era propietario de un sistema de TV por cable en Redondo Beach.
A mediados de los años sesenta, Barry trabajó en la KTLA en un programa de variedades llamado The Jack Barry Show. Este programa, inicialmente semanal, lentamente fue ganando popularidad, principalmente a causa de que en el mismo intervenían celebridades que trabajaban en Los Ángeles o que querían promocionar sus actuaciones. El show se mantuvo tres años.  
Una característica interesante de su programa fue la actuación de un grupo de cinco niños llamado "The Juvenile Jury," y más tarde "The Paramount Panel", (KTLA era entonces propiedad de Paramount Pictures) los cuales comentaban las noticias y la actualidad de manera divertida. Art Linkletter, en esa época, tenía un popular programa basado principalmente en dicho formato, por lo que en algún sentido, el show de Barry intentaba capturar esta franja de audiencia.
Notable entre los niños actores del programa fue Gary Goetzman, hoy un bien conocido director y productor cinematográfico. Probablemente las desafortunadas experiencias de Barry le sensibilizaron con las personas a las que Hollywood hacía el vacío. Como ejemplo, tuvo a diversos artistas y humoristas como invitados en el show que habían sido incluidos en la lista negra de McCarthy en los años cincuenta y que intentaban volver a la escena en la década de 1960. El director musical del programa, Kip Walton, fue responsable de traer a grandes artistas de jazz tales como Lionel Hampton.
En 1966 hizo una aparición en el episodio 1 de Batman en el papel de presentador de un noticiero

## Vuelta a los concursos
Durante este tiempo se reincorporó paulatinamente a la presentación de concursos, actuando en algunos de carácter local en Los Ángeles, con una versión del concurso You Don't Say, presentado a nivel nacional por Tom Kennedy. Además intervino en el estreno de la serie Batman y en la serie The Addams Family. 
Finalmente, en 1969 volvió de nuevo a presentar, en esta ocasión para ABC el show The Generation Gap, reemplazando a Dennis Wholey.
A finales de año, Barry se embarcó en una idea que lanzaría su retorno a nivel nacional, y que finalmente se convirtió en el concurso de mayor éxito de su carrera. Desarrolló y produjo dos programas piloto para el show The Joker's Wild en asociación con Goodson-Todman Productions, presentado por Allen Ludden. En 1970 Barry produjo un piloto de concepto similar llamado The Honeymoon Game, y presentado por Jim McKrell. Barry varió el formato y lanzó una versión local de The Joker's Wild en 1971 en la emisora de TV de Los Ángeles KTLA, y vendió The Reel Game a la ABC. Barry también presentó este.
The Joker's Wild debutó en la CBS en 1972, presentado y producido por Barry, hasta que la cadena lo canceló en 1975. Jack Barry Productions, mientras tanto, produjo Hollywood's Talking, primer concurso de Geoff Edwards, y Blank Check, presentado por Art James. Ya antes de Joker, sin embargo, Barry había demostrado su capacidad para presentar y producir al mismo tiempo, haciéndolo con The Reel Game y con Juvenile Jury.
Barry puso a Dan Enright como productor ejecutivo de The Joker's Wild en su primera temporada. Los dos siguieron trabajando juntos en 1976, lanzando Break the Bank, programa presentado por Tom Kennedy en la ABC.
En el otoño de 1976, Barry vendió reposiciones de la última temporada de The Joker's Wild a varias emisoras, incluyendo la neoyorquina WWOR-TV y la KTLA de Los Ángeles. Estas reposiciones funcionaron bastante bien, por lo que Barry y Enright produjeron nuevos episodios en 1977, con Barry de nuevo como presentador. 
El nuevo Joker tuvo tanto éxito que Barry y Enright decidieron revivir Tic-Tac-Dough, con un nuevo presentador, Wink Martindale. El programa tuvo tanto éxito que se mantuvo en antena ocho años, siendo sustituido Martindale en el último año por Jim Caldwell. A partir de entonces y hasta los primeros años ochenta, Barry & Enright produjeron concursos como Bullseye, Play the Percentages, Hot Potato, y Hollywood Connection. También produjeron varios programas piloto sin vender, tales como Decisions, Decisions. A su debido tiempo Barry & Enright Productions se dedicó a la producción de películas para el cine y series televisivas.

## Fallecimiento
Barry, junto con el entonces productor Ron Greenberg, finalmente empezó a buscar sucesor para presentar The Joker's Wild, siendo elegido Jim Peck. El 2 de mayo de 1984, menos de un mes después de completar la séptima temporada de Joker y tras haber vuelto de visitar a su hija en Europa, Barry sufrió una parada cardiorrespiratoria haciendo ejercicio en Central Park. Falleció en el Hospital Lenox Hill de Nueva York. El cuerpo de Barry fue trasladado a California, encontrándose actualmente enterrado en el cementerio Forest Lawn Memorial Park, en Glendale, California.